# Untere Weingartsmühle
Untere Weingartsmühle (auch Hußnersmühle, Wagnersmühle) ist eine Wüstung in der Gemarkung von Geiselwind im unterfränkischen Landkreis Kitzingen. Die Mühle wurde im 18. Jahrhundert aufgegeben.

## Geografische Lage
Die Wüstung befindet sich unmittelbar südlich von der noch erhaltenen Weingartsmühle, der ehemaligen Oberen Weingartsmühle, an der Ebrach. Weiter südlich führt die Bundesautobahn 3 an der Wüstungsstelle vorbei. Im Osten steht die Hammermühle von Füttersee, im Westen, in etwa 1,3 km Entfernung, die Burkarduskirche von Geiselwind. Die Mühle war ein Rest des untergegangenen Dorfes Weingarten.

## Geschichte
Wie die Weingartsmühle verweist auch ihr unteres Pendant auf die ehemalige Siedlung Weingarten. Zeitweise benannte man die Anlage allerdings auch nach ihrem Besitzer oder ihrer Nutzung als Walk- oder Lohmühle. Erstmals erwähnt wurde die Mühle im Jahr 1506. In einem Zinsbuch der Herren zu Schwarzenberg tauchten auch „Lohemühl“ und „Weingartten bey des Hußners mül“ auf. Dort lebte damals die Witwe des ehemaligen Müllers Heinz Hußner.
Im Jahr 1611 verzeichnete die Pfarrmatrikel von Geiselwind den Müllermeister Hans Müller von der „untern Weingartsmühl“. 1622 wurde die Mühle „Wagnerßmühl“ genannt, wahrscheinlich bezogen auf den Familiennamen des damaligen Inhabers. Im Jahr 1734 war Johann Sternecker Müller in der „Unterweingartsmühl“, ehe die Anlage 1755 letztmals genannt wurde. Im Jahr 1830 wurden die Fundamente der ehemaligen Mühle ausgegraben.
Letztmals erwähnt als funktionierende Wohnstätte (nicht unbedingt als Mühlenanlage) wurde die Untere Weingartsmühle 1791 im Sterbebuch 1737–1914 von St. Burckard in Geiselwind: „Untere WeingartsMühle die 26. Mart. [1791] Obiit Elisabetha Barbara, Conradi Messelhäuser, incolae auf der Untern Weingarts Mühle, et Reginae conj: acathol: fil: leg: aet: 4. ann: Splta in caemeterio huj: extra portam“ [(In der) Unteren Weingartsmühle starb am 26.3.1791 Elisabetha Barbara, die nichtkatholische eheliche Tochter des Conrad Messelhäuser, Einwohner auf der Untern Weingardsmühle, und dessen Gattin Regina. Begraben auf hiesigem Friedhof außerhalb der Pforte]. Der Wittwer Conrad Messelhäuser hatte am 12. Juni 1775 Anne Regine Höhn geheiratet. Zu diesem Zeitpunkt saß er als Müller auf der Schleifmühle, ebenso noch, als er am 20. Oktober 1783 Trauzeuge bei seinem Stiefsohn Johann Georg Hannemann war, der spätestens 1784 Nachfolger auf der Schleifmühle wurde.